# وداد بلكين
وداد بلكين (بالتركية: Vedat Bilgin) (22 يوليو 1954 -) سياسي وأكاديمي تركي، يشغل منصب وزير العمل والضمان الاجتماعي منذ 21 أبريل 2021.